# Ambrosius Bosschaert de Oude

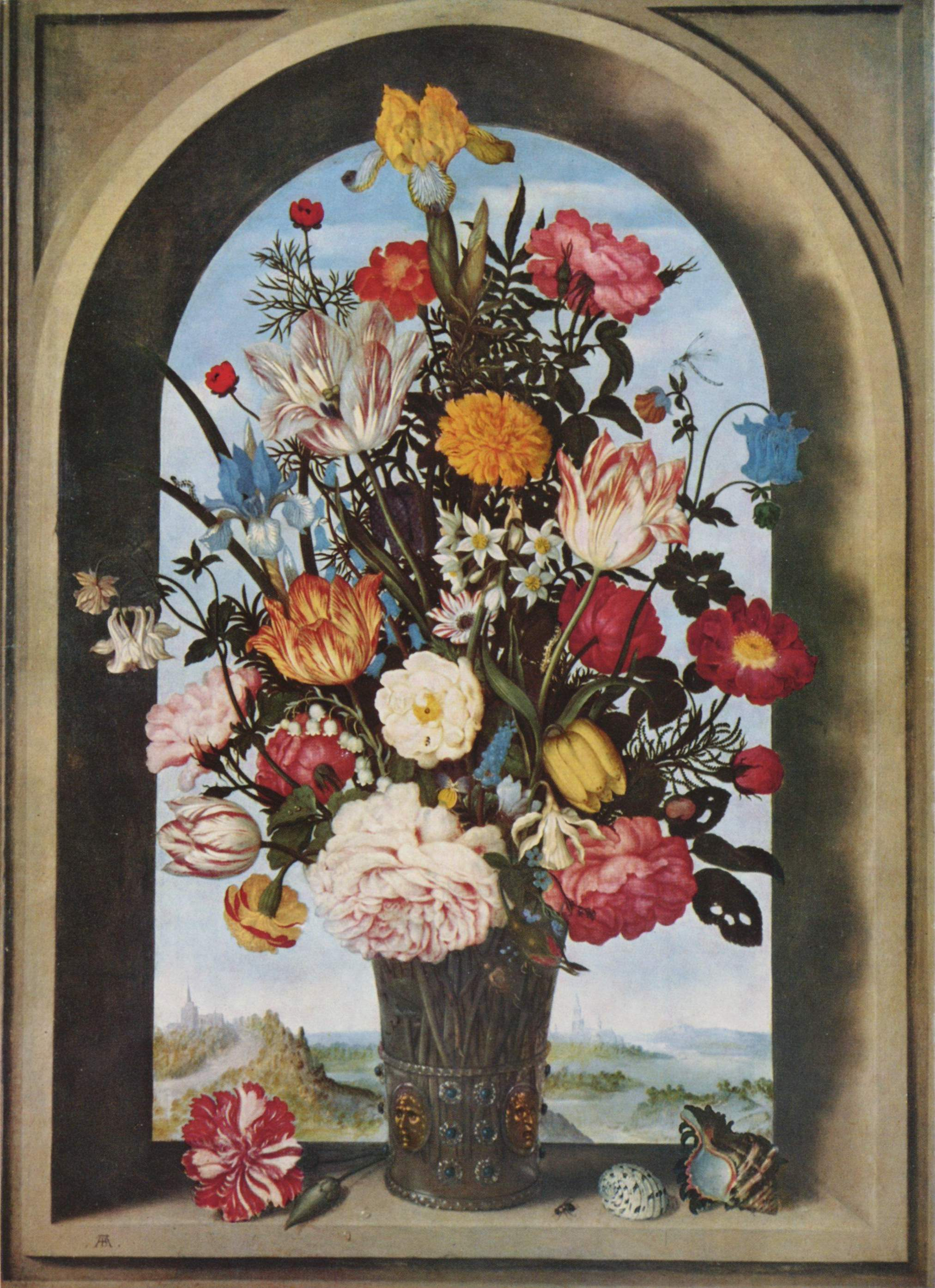
Bloemen in een vaas, 1621, Mauritshuis, Den Haag

Ambrosius Bosschaert de Oude (Antwerpen, november 1573 - Den Haag, 1621) was een kunstschilder van bloemstillevens, afkomstig uit Antwerpen, werkzaam in Middelburg, Utrecht en Breda.

## Leven
Kort na 1587 verhuisde Bosschaerts gezin naar Middelburg om godsdienstige redenen. Hij werd stillevenschilder en kunsthandelaar. In 1604 trad hij in het huwelijk. In Middelburg onderwees hij zijn zwager Balthasar van der Ast, die eveneens een succesvol schilder van bloemstillevens werd. Kort na 1611 verliet hij Middelburg, woonde van 1615 tot 1619 in Utrecht en vestigde zich ten slotte in Breda. Hij overleed in Den Haag toen hij een bloemstilleven kwam afleveren aan een bediende van prins Maurits. Zijn zoons Ambrosius, Johannes en Abraham traden in de voetsporen van hun vader.

## Werk
Bosschaert introduceerde een nieuw type bloemstilleven, waarin de bloemen worden weergegeven met een botanische precisie. Zijn composities en kleurgebruik zijn perfect afgewogen. Afgezien van Van der Ast, schilderde zijn zoon Ambrosius de Jonge in zijn stijl.